# Championnat de Pologne de football 1996-1997
Navigation
Édition précédente Édition suivante
La saison 1996-1997 du championnat de Pologne est la soixante-neuvième saison de l'histoire de la compétition. Cette édition a été remportée par le Widzew Łódź, devant le Legia Varsovie, pour la deuxième fois consécutive.

## Les clubs participants
| Club                  | Ville            |
| --------------------- | ---------------- |
| Amica Wronki          | Wronki           |
| GKS Bełchatów         | Bełchatów        |
| GKS Katowice          | Katowice         |
| Górnik Zabrze         | Zabrze           |
| Hutnik Cracovie       | Cracovie         |
| Lech Poznań           | Poznań           |
| Legia Varsovie        | Varsovie         |
| LKS Łódź              | Lódź             |
| Odra Wodzisław Śląski | Wodzisław Śląski |
| Polonia Varsovie      | Varsovie         |
| Raków Częstochowa     | Częstochowa      |
| Ruch Chorzów          | Chorzów          |
| Sląsk Wrocław         | Wrocław          |
| Sokół Tychy           | Tychy            |
| Stomil Olsztyn        | Olsztyn          |
| Widzew Łódź           | Lódź             |
| Wisła Cracovie        | Cracovie         |
| Zagłębie Lubin        | Lubin            |

## Compétition

### Classement
| Rang | Équipe                    | Pts | J  | G  | N  | P  | Bp | Bc | Diff |
| ---- | ------------------------- | --- | -- | -- | -- | -- | -- | -- | ---- |
| 1    | Widzew Łódź (T)           | 81  | 34 | 25 | 6  | 3  | 74 | 21 | +53  |
| 2    | Legia Varsovie (C)        | 77  | 34 | 24 | 5  | 5  | 66 | 27 | +39  |
| 3    | Odra Wodzisław Śląski (P) | 55  | 34 | 16 | 7  | 11 | 51 | 44 | +7   |
| 4    | GKS Katowice              | 53  | 34 | 14 | 11 | 9  | 47 | 40 | +7   |
| 5    | Amica Wronki              | 52  | 34 | 14 | 10 | 10 | 41 | 40 | +1   |
| 6    | ŁKS Łódź                  | 49  | 34 | 13 | 10 | 11 | 55 | 45 | +10  |
| 7    | Zagłębie Lubin            | 49  | 34 | 13 | 10 | 11 | 44 | 38 | +6   |
| 8    | Polonia Varsovie (P)      | 44  | 34 | 13 | 9  | 12 | 40 | 44 | -4   |
| 9    | Stomil Olsztyn            | 44  | 34 | 12 | 8  | 14 | 45 | 46 | -1   |
| 10   | Raków Częstochowa         | 44  | 34 | 11 | 11 | 12 | 35 | 39 | -4   |
| 11   | Lech Poznań               | 44  | 34 | 11 | 11 | 12 | 40 | 40 | 0    |
| 12   | Wisła Cracovie (P)        | 42  | 34 | 11 | 9  | 14 | 33 | 42 | -9   |
| 13   | Górnik Zabrze             | 41  | 34 | 11 | 8  | 15 | 40 | 45 | -5   |
| 14   | Ruch Chorzów (P)          | 40  | 34 | 9  | 13 | 12 | 41 | 41 | 0    |
| 15   | GKS Bełchatów             | 40  | 34 | 11 | 7  | 16 | 36 | 43 | -7   |
| 16   | Hutnik Cracovie           | 35  | 34 | 8  | 11 | 15 | 34 | 46 | -12  |
| 17   | Śląsk Wrocław             | 24  | 34 | 6  | 6  | 22 | 24 | 56 | -32  |
| 18   | Sokół Tychy               | 21  | 34 | 5  | 6  | 23 | 18 | 67 | -49  |

| Légende : Qualifications et relégations | Légende : Qualifications et relégations                                            |
| --------------------------------------- | ---------------------------------------------------------------------------------- |
|                                         | Ligue des champions de l'UEFA 1997-1998 (Tour préliminaire)                        |
|                                         | Coupe d'Europe des vainqueurs de coupe 1997-1998 (1er tour)                        |
|                                         | Coupe UEFA 1997-1998 (1er tour)                                                    |
|                                         | Relégué en II Liga                                                                 |
|                                         | (T) : Tenant du titre (C) : Vainqueur de la Coupe de Pologne 1996-1997 (P) : Promu |

## Bilan de la saison
| Tableau d'Honneur |                |
| Compétition       | Vainqueur      |
| I Liga            | Widzew Łódź    |
| Coupe de Pologne  | Legia Varsovie |

| Promotions et relégations |                                                                          |
| Relégués en II Liga       | GKS Bełchatów Hutnik Cracovie Śląsk Wrocław Sokół Tychy                  |
| Promus de II Liga         | Dyskobolia Pogoń Szczecin Petrochemia Płock KSZO Ostrowiec Świętokrzyski |

| Qualifications européennes 1997-1998   |                       |
| Ligue des Champions                    | Qualifié              |
| 1er tour                               | Widzew Łódź           |
| Coupe d'Europe des vainqueurs de coupe | Qualifié              |
| 1er tour                               | Legia Varsovie        |
| Coupe UEFA                             | Qualifié              |
| 1er tour                               | Odra Wodzisław Śląski |

## Meilleurs buteurs
| # | Joueur               | Équipe         | Buts |
| - | -------------------- | -------------- | ---- |
| 1 | Mirosław Trzeciak    | ŁKS Łódź       | 18   |
| 2 | Jacek Dembiński (en) | Widzew Łódź    | 17   |
| 2 | Cezary Kucharski     | Legia Varsovie | 17   |